# Jens Wüstemann
Jens Wüstemann (* 17. Februar 1970) ist Professor und Inhaber des Lehrstuhls für Allgemeine Betriebswirtschaftslehre und Wirtschaftsprüfung an der Universität Mannheim. Er ist Mitglied im Arbeitskreis „Revenue Recognition“ der European Financial Reporting Advisory Group (EFRAG) und Vorsitzender des Arbeitskreises „Revenue Recognition“ des Deutschen Rechnungslegungs Standards Committee.
Wüstemann schloss sein Studium an der Johann Wolfgang Goethe-Universität in Frankfurt und an der Universität Paris-Dauphine als Diplom-Kaufmann und als Maîtrise des Sciences de Gestion (M.S.G.) ab und arbeitete danach als wissenschaftlicher Mitarbeiter am Lehrstuhl von Adolf Moxter in Frankfurt. Dort promovierte er im Jahr 1997 und habilitierte im Jahr 2000 mit einer Arbeit zum Thema „Institutionenökonomik und internationale Rechnungslegungsordnungen“. 1995 war er an der Wharton School der University of Pennsylvania, 1999 an der Stern School of Business der New York University tätig. Im Jahr 2001 hatte er einen Lehrauftrag an der Technischen Universität Berlin, seit 2001 arbeitet er an der Universität Mannheim, wo er Vorstand des Sonderforschungsbereichs 504 ist. Zum 1. November 2010 übernahm er zudem das Amt des Präsidenten der Mannheim Business School, dem organisatorischen Dach für Management-Weiterbildung der Universität Mannheim. Zuvor fungierte er hier bereits als akademischer Direktor des Executive-MBA-Programms sowie des „Mannheim Master of Accounting & Taxation“. Darüber hinaus ist Wüstemann ständiger Mitarbeiter der Zeitschrift Betriebs-Berater und Beauftragter des  Bundesministeriums für Wirtschaft und Technologie zur Feststellung der besonderen Eignung von Masterstudiengängen zur Ausbildung von Wirtschaftsprüfern.